# Gran Premio d'Ungheria 2010
Il Gran Premio d'Ungheria 2010 è stata la 12ª prova del Campionato mondiale di Formula 1 2010 e si è svolta domenica 1º agosto 2010 sull'Hungaroring a Budapest con la vittoria di Mark Webber su RBR-Renault.

## Vigilia

### Aspetti tecnici
La Bridgestone, fornitore unico degli pneumatici, annuncia per questo gran premio coperture di tipo supersoft e medie. Per questo gran premio quindi vengono nuovamente fornite mescole con un solo step di discontinuità.

### Aspetti sportivi
Derek Warwick viene inserito nella commissione della FIA; l'ex pilota britannico aveva già svolto questo ruolo al Gran Premio di Spagna.
Sakon Yamamoto continuerà a sostituire Karun Chandhok alla guida della HRT-Cosworth, accanto a Bruno Senna. Paul Di Resta sostituisce Vitantonio Liuzzi nella prima sessione di prove del venerdì.

## Prove
Nella prima sessione del venerdì si è avuta questa situazione:
| Pos | Nº | Pilota           | Costruttore | Tempo    | Gap    | Giri |
| --- | -- | ---------------- | ----------- | -------- | ------ | ---- |
| 1   | 5  | Sebastian Vettel | RBR-Renault | 1'20"976 |        | 29   |
| 2   | 6  | Mark Webber      | RBR-Renault | 1'21"106 | +0"130 | 27   |
| 3   | 11 | Robert Kubica    | Renault     | 1'22"072 | +1"096 | 21   |

Nella seconda sessione del venerdì si è avuta questa situazione:
| Pos | Nº | Pilota           | Costruttore | Tempo    | Gap    | Giri |
| --- | -- | ---------------- | ----------- | -------- | ------ | ---- |
| 1   | 5  | Sebastian Vettel | RBR-Renault | 1'20"087 |        | 33   |
| 2   | 8  | Fernando Alonso  | Ferrari     | 1'20"584 | +0"497 | 34   |
| 3   | 6  | Mark Webber      | RBR-Renault | 1'20"597 | +0"510 | 36   |

Nella sessione del sabato mattina si è avuta questa situazione:
| Pos | Nº | Pilota           | Costruttore | Tempo    | Gap    | Giri |
| --- | -- | ---------------- | ----------- | -------- | ------ | ---- |
| 1   | 6  | Mark Webber      | RBR-Renault | 1'19"574 |        | 17   |
| 2   | 5  | Sebastian Vettel | RBR-Renault | 1'20"058 | +0"484 | 15   |
| 3   | 8  | Fernando Alonso  | Ferrari     | 1'20"724 | +1"150 | 19   |

## Qualifiche

### Resoconto
L'attesa pioggia non arriva e quindi le qualifiche si tengono con pista asciutta. La Q1 non registra sorprese, con Kamui Kobayashi che viene eliminato assieme ai 6 piloti dei tre nuovi team. In Q2 vengono eliminati, tra gli altri, Jenson Button e Michael Schumacher. La pole è contesa dalle due Red Bull; la spunta Sebastian Vettel, per la dodicesima volta in carriera. Per il team anglo-austriaco è la pole numero undici nelle prime dodici gare della stagione.

### Risultati
Nella sessione di qualifica si è avuta questa situazione:
| Pos | Nº | Pilota             | Costruttore          | Q1       | Q2       | Q3       | Griglia |
| --- | -- | ------------------ | -------------------- | -------- | -------- | -------- | ------- |
| 1   | 5  | Sebastian Vettel   | RBR-Renault          | 1'20"417 | 1'19"573 | 1'18"773 | 1       |
| 2   | 6  | Mark Webber        | RBR-Renault          | 1'21"132 | 1'19"531 | 1'19"184 | 2       |
| 3   | 8  | Fernando Alonso    | Ferrari              | 1'21"278 | 1'20"237 | 1'19"987 | 3       |
| 4   | 7  | Felipe Massa       | Ferrari              | 1'21"299 | 1'20"857 | 1'20"331 | 4       |
| 5   | 2  | Lewis Hamilton     | McLaren-Mercedes     | 1'21"455 | 1'20"877 | 1'20"499 | 5       |
| 6   | 4  | Nico Rosberg       | Mercedes GP          | 1'21"212 | 1'20"811 | 1'21"082 | 6       |
| 7   | 12 | Vitalij Petrov     | Renault              | 1'21"558 | 1'20"797 | 1'21"229 | 7       |
| 8   | 11 | Robert Kubica      | Renault              | 1'21"159 | 1'20"867 | 1'21"328 | 8       |
| 9   | 22 | Pedro de la Rosa   | BMW Sauber-Ferrari   | 1'21"891 | 1'21"273 | 1'21"411 | 9       |
| 10  | 10 | Nicolas Hülkenberg | Williams-Cosworth    | 1'21"598 | 1'21"275 | 1'21"710 | 10      |
| 11  | 1  | Jenson Button      | McLaren-Mercedes     | 1'21"422 | 1'21"292 | N.D.     | 11      |
| 12  | 9  | Rubens Barrichello | Williams-Cosworth    | 1'21"478 | 1'21"331 | N.D.     | 12      |
| 13  | 14 | Adrian Sutil       | Force India-Mercedes | 1'22"080 | 1'21"517 | N.D.     | 13      |
| 14  | 3  | Michael Schumacher | Mercedes GP          | 1'21"840 | 1'21"630 | N.D.     | 14      |
| 15  | 16 | Sébastien Buemi    | STR-Ferrari          | 1'21"982 | 1'21"897 | N.D.     | 15      |
| 16  | 15 | Vitantonio Liuzzi  | Force India-Mercedes | 1'21"789 | 1'21"927 | N.D.     | 16      |
| 17  | 17 | Jaime Alguersuari  | STR-Ferrari          | 1'21"978 | 1'21"998 | N.D.     | 17      |
| 18  | 23 | Kamui Kobayashi    | BMW Sauber-Ferrari   | 1'22"222 | N.D.     | N.D.     | 23      |
| 19  | 24 | Timo Glock         | Virgin-Cosworth      | 1'24"050 | N.D.     | N.D.     | 18      |
| 20  | 19 | Heikki Kovalainen  | Lotus-Cosworth       | 1'24"120 | N.D.     | N.D.     | 19      |
| 21  | 18 | Jarno Trulli       | Lotus-Cosworth       | 1'24"199 | N.D.     | N.D.     | 20      |
| 22  | 25 | Lucas Di Grassi    | Virgin-Cosworth      | 1'25"118 | N.D.     | N.D.     | 21      |
| 23  | 21 | Bruno Senna        | HRT-Cosworth         | 1'26"391 | N.D.     | N.D.     | 22      |
| 24  | 20 | Sakon Yamamoto     | HRT-Cosworth         | 1'26"453 | N.D.     | N.D.     | 24      |

## Gara

### Resoconto
Il poleman Sebastian Vettel scatta bene dal via e riesce a resistere all'attacco di Fernando Alonso, che in partenza è riuscito a sopravanzare l'altra Red Bull, quella di Mark Webber, che partiva dal secondo posto. Dietro Vitalij Petrov è capace di infilare Lewis Hamilton. Al termine del primo giro Vettel comanda su Alonso, Webber, Massa, Petrov, Hamilton, Rosberg, Kubica, Barrichello e Hülkenberg. Nelle retrovie è bravo Kamui Kobayashi, che partito penultimo, è già sedicesimo. Al giro seguente Hamilton si riprende la quinta piazza con un bel sorpasso alla curva 2.
Vettel imprime subito un ritmo vertiginoso alla gara e riesce nei primi giri a distanziare subito Alonso. La gara si ravviva al giro 14, quando Vitantonio Liuzzi perde un pezzo della sua vettura; la necessità di ripulire il tracciato costringe all'entrata la Safety-car.
Webber si ritrova primo, non essendo rientrato a cambiare gli pneumatici come fanno tutti gli altri piloti di testa. Al pit la vettura di Nico Rosberg riparte con una ruota non ben fissata; lo pneumatico si stacca dalla vettura e finisce tra i meccanici, ferendone uno della Williams: nello stesso istante i meccanici della Renault fanno ripartire Kubica dalla piazzola proprio nel momento in cui Adrian Sutil sta fermandosi per il cambio gomme. L'incrocio delle traiettorie è inevitabile. Il contatto costringe Sutil al ritiro. Kubica, invece, sarà costretto, qualche giro dopo, a uno stop&go di dieci secondi.
Alla ripartenza della vettura di sicurezza, Vettel, ora secondo, lascia troppo spazio tra sé e la vettura del compagno di scuderia Webber, passato in testa; Alonso è terzo, poi c'è Hamilton, seguito da Massa, Barrichello (nemmeno lui ha cambiato gli pneumatici), Petrov, Hülkenberg, De la Rosa, Button e Kobayashi.
Al giro 23 si ritira Hamilton per un guasto tecnico e, poco dopo, anche Kubica, che ripartito dai box dopo l'incidente con Sutil, era comunque attardato di un giro.
Vettel viene penalizzato con un drive through per la manovra dietro la Safety car. Ne approfitta Alonso che sale al secondo posto. Davanti c'è solo Webber che, con gomme morbide, non ha ancora effettuato la sosta. L'australiano inanella una serie di giri molto veloci costantemente sull’1’24” basso fino a centrare alla 38ª tornata uno strepitoso 1’23”7. Al 43º giro ha un margine tale da consentirgli di cambiare le gomme senza perdere la prima posizione.
Negli ultimi giri Vettel si riavvicina ad Alonso e tenta in qualche occasione il sorpasso, sfruttando anche dei doppiaggi. Un paio di escursioni di pista non gli consentono però di assaltare la seconda posizione. Al giro 56 cambia le coperture anche Barrichello. Il brasiliano rientra undicesimo, dietro all'ex compagno di scuderia Michael Schumacher. Fra i due si accende una bella lotta per il decimo posto che si conclude con il sorpasso del brasiliano, pur in presenza di una dura manovra di difesa del tedesco.
Vince così Webber, per la sesta volta in carriera, che si ritrova anche leader del campionato. Secondo è Alonso, davanti a Vettel. A punti vanno, tra le altre, le due Williams e le due Sauber, con Kobayashi autore di una grande rimonta.

### Risultati
I risultati del gran premio sono stati i seguenti:
| Pos | Nº | Pilota             | Team                 | Giri | Tempo/Ritiro     | Griglia | Punti |
| --- | -- | ------------------ | -------------------- | ---- | ---------------- | ------- | ----- |
| 1   | 6  | Mark Webber        | RBR-Renault          | 70   | 1h41'05"571      | 2       | 25    |
| 2   | 8  | Fernando Alonso    | Ferrari              | 70   | +17"821          | 3       | 18    |
| 3   | 5  | Sebastian Vettel   | RBR-Renault          | 70   | +19"252          | 1       | 15    |
| 4   | 7  | Felipe Massa       | Ferrari              | 70   | +27"474          | 4       | 12    |
| 5   | 12 | Vitalij Petrov     | Renault              | 70   | +1'13"192        | 7       | 10    |
| 6   | 10 | Nicolas Hülkenberg | Williams-Cosworth    | 70   | +1'16"723        | 10      | 8     |
| 7   | 22 | Pedro de la Rosa   | BMW Sauber-Ferrari   | 69   | +1 giro          | 9       | 6     |
| 8   | 1  | Jenson Button      | McLaren-Mercedes     | 69   | +1 giro          | 11      | 4     |
| 9   | 23 | Kamui Kobayashi    | BMW Sauber-Ferrari   | 69   | +1 giro          | 23      | 2     |
| 10  | 9  | Rubens Barrichello | Williams-Cosworth    | 69   | +1 giro          | 12      | 1     |
| 11  | 3  | Michael Schumacher | Mercedes GP          | 69   | +1 giro          | 14      |       |
| 12  | 16 | Sébastien Buemi    | STR-Ferrari          | 69   | +1 giro          | 15      |       |
| 13  | 15 | Vitantonio Liuzzi  | Force India-Mercedes | 69   | +1 giro          | 16      |       |
| 14  | 19 | Heikki Kovalainen  | Lotus-Cosworth       | 67   | +3 giri          | 19      |       |
| 15  | 18 | Jarno Trulli       | Lotus-Cosworth       | 67   | +3 giri          | 20      |       |
| 16  | 24 | Timo Glock         | Virgin-Cosworth      | 67   | +3 giri          | 18      |       |
| 17  | 21 | Bruno Senna        | HRT-Cosworth         | 67   | +3 giri          | 22      |       |
| 18  | 25 | Lucas Di Grassi    | Virgin-Cosworth      | 66   | +4 giri          | 21      |       |
| 19  | 20 | Sakon Yamamoto     | HRT-Cosworth         | 66   | +4 giri          | 24      |       |
| Rit | 2  | Lewis Hamilton     | McLaren-Mercedes     | 23   | Cambio           | 5       |       |
| Rit | 11 | Robert Kubica      | Renault              | 23   | Incidente ai box | 8       |       |
| Rit | 4  | Nico Rosberg       | Mercedes GP          | 15   | Ruota            | 6       |       |
| Rit | 14 | Adrian Sutil       | Force India-Mercedes | 15   | Incidente ai box | 13      |       |
| Rit | 17 | Jaime Alguersuari  | STR-Ferrari          | 1    | Motore           | 17      |       |

## Classifiche Mondiali

### Piloti
| Pos | Pilota             | Punti |
| --- | ------------------ | ----- |
| 1   | Mark Webber        | 161   |
| 2   | Lewis Hamilton     | 157   |
| 3   | Sebastian Vettel   | 151   |
| 4   | Jenson Button      | 147   |
| 5   | Fernando Alonso    | 141   |
| 6   | Felipe Massa       | 97    |
| 7   | Nico Rosberg       | 94    |
| 8   | Robert Kubica      | 89    |
| 9   | Michael Schumacher | 38    |
| 10  | Adrian Sutil       | 35    |
| 11  | Rubens Barrichello | 30    |
| 12  | Vitalij Petrov     | 17    |
| 13  | Kamui Kobayashi    | 17    |
| 14  | Vitantonio Liuzzi  | 12    |
| 15  | Nicolas Hülkenberg | 10    |
| 16  | Sébastien Buemi    | 7     |
| 17  | Pedro de la Rosa   | 6     |
| 18  | Jaime Alguersuari  | 3     |

### Costruttori
| Pos | Team                 | Punti |
| --- | -------------------- | ----- |
| 1   | RBR-Renault          | 312   |
| 2   | McLaren-Mercedes     | 304   |
| 3   | Ferrari              | 238   |
| 4   | Mercedes GP          | 132   |
| 5   | Renault              | 106   |
| 6   | Force India-Mercedes | 47    |
| 7   | Williams-Cosworth    | 40    |
| 8   | BMW Sauber-Ferrari   | 23    |
| 9   | STR-Ferrari          | 10    |

## Decisioni della FIA
I commissari hanno deciso di penalizzare di 10 posizioni in griglia Michael Schumacher nel Gran Premio successivo, per aver ostacolato irregolarmente Rubens Barrichello durante una fase di sorpasso.
La Renault è stata multata di 50.000 $ per aver consentito a Kubica di ripartire dalla piazzola dei box mentre sopraggiungeva Sutil, innescando così l'incidente. La stessa multa è stata comminata alla Mercedes GP per la perdita della ruota di Rosberg ai box.